# Liste des poissons du Rio Araguaia

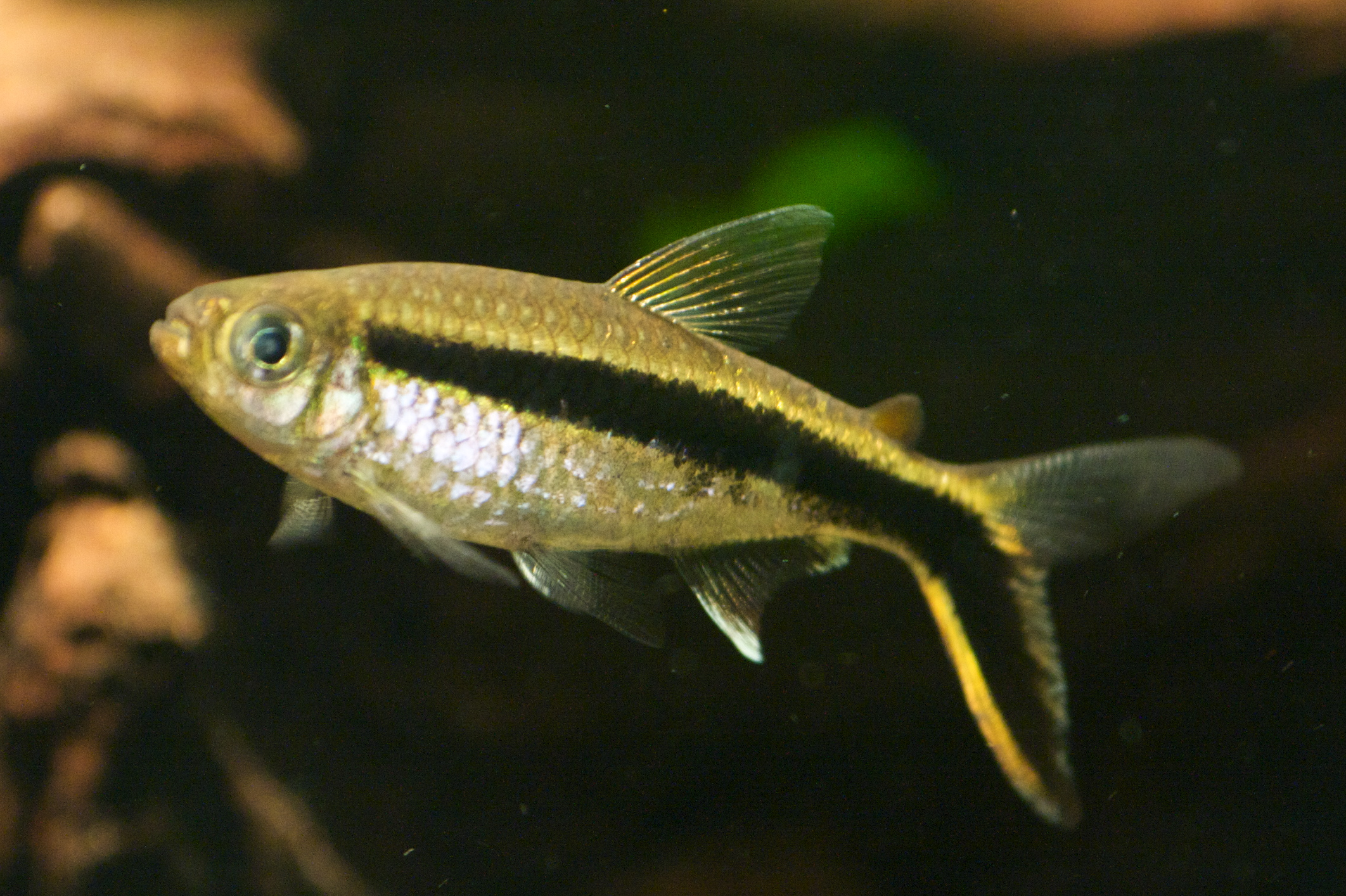
Thayeria boehlkei

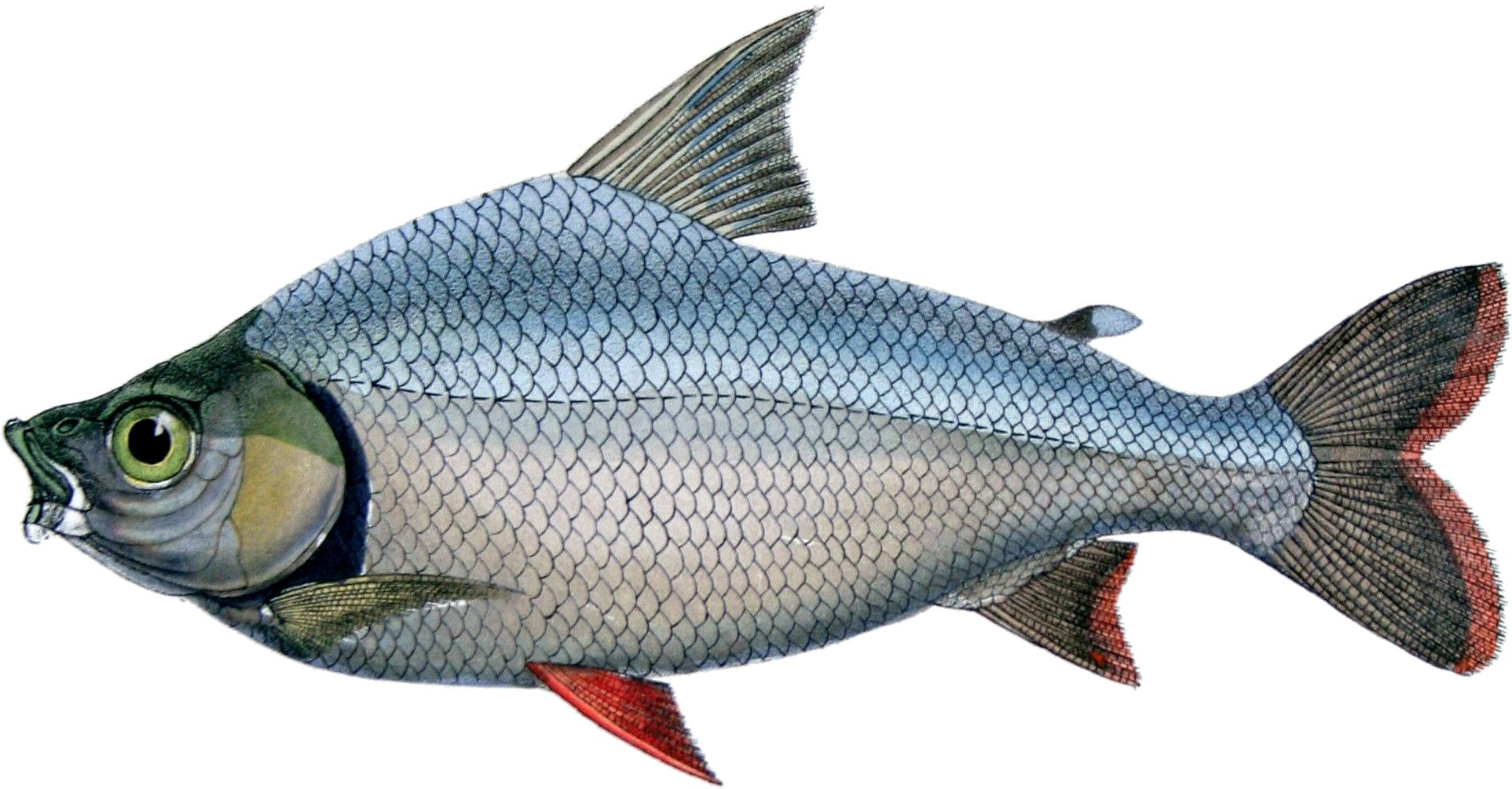
Semaprochilodus brama

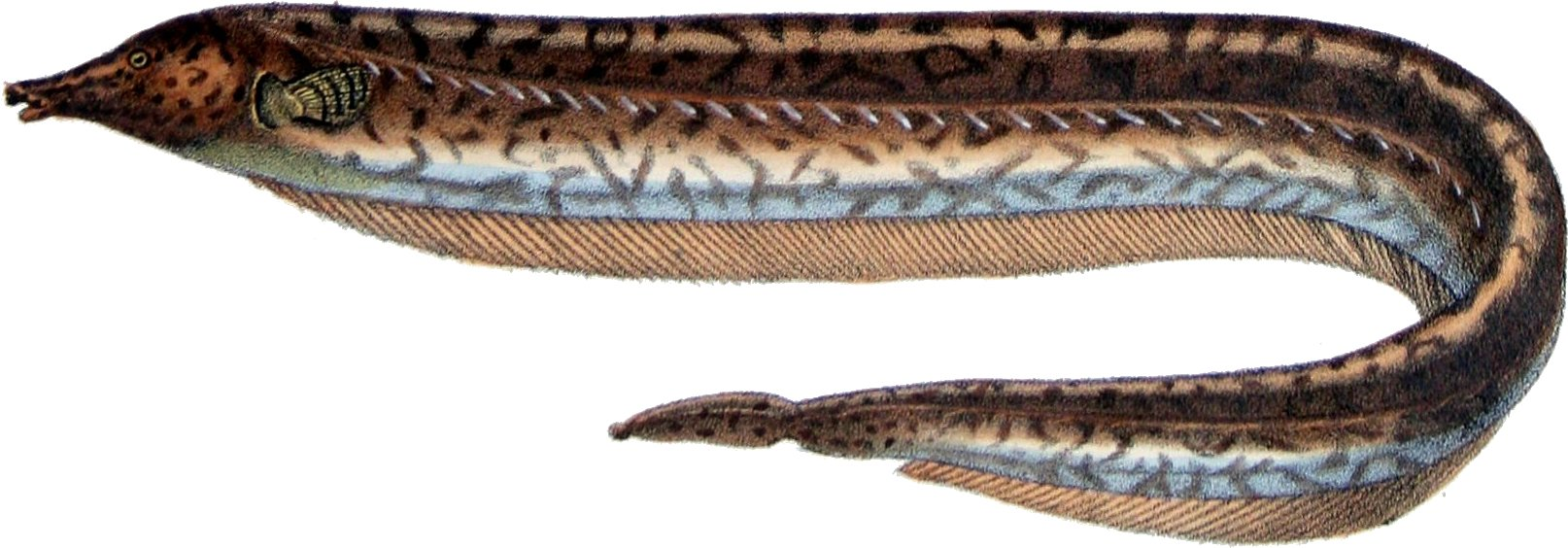
Rhamphichthys marmoratus

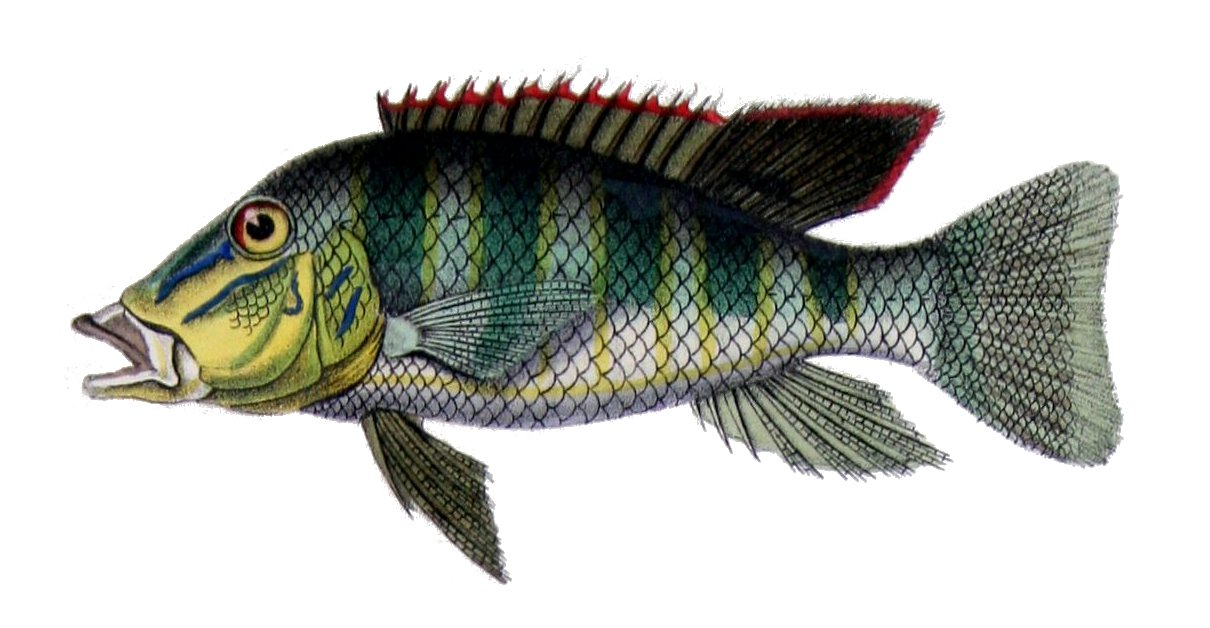
Retroculus lapidifer

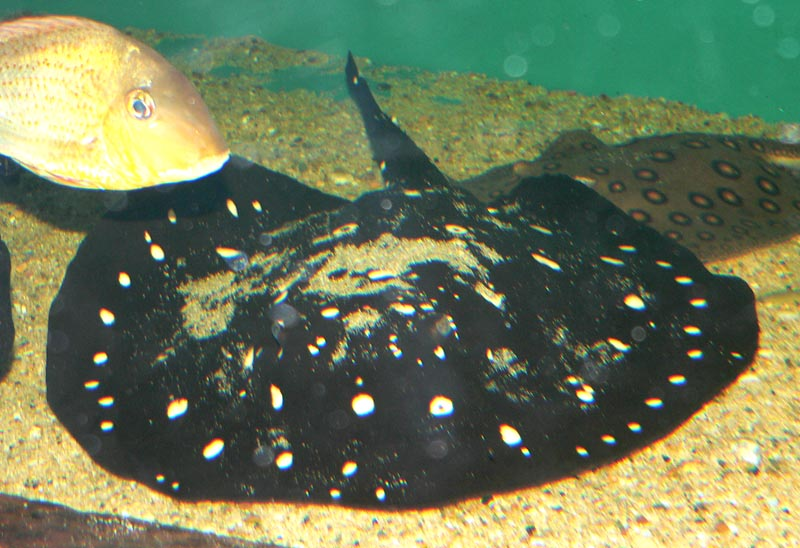
Potamotrygon henlei

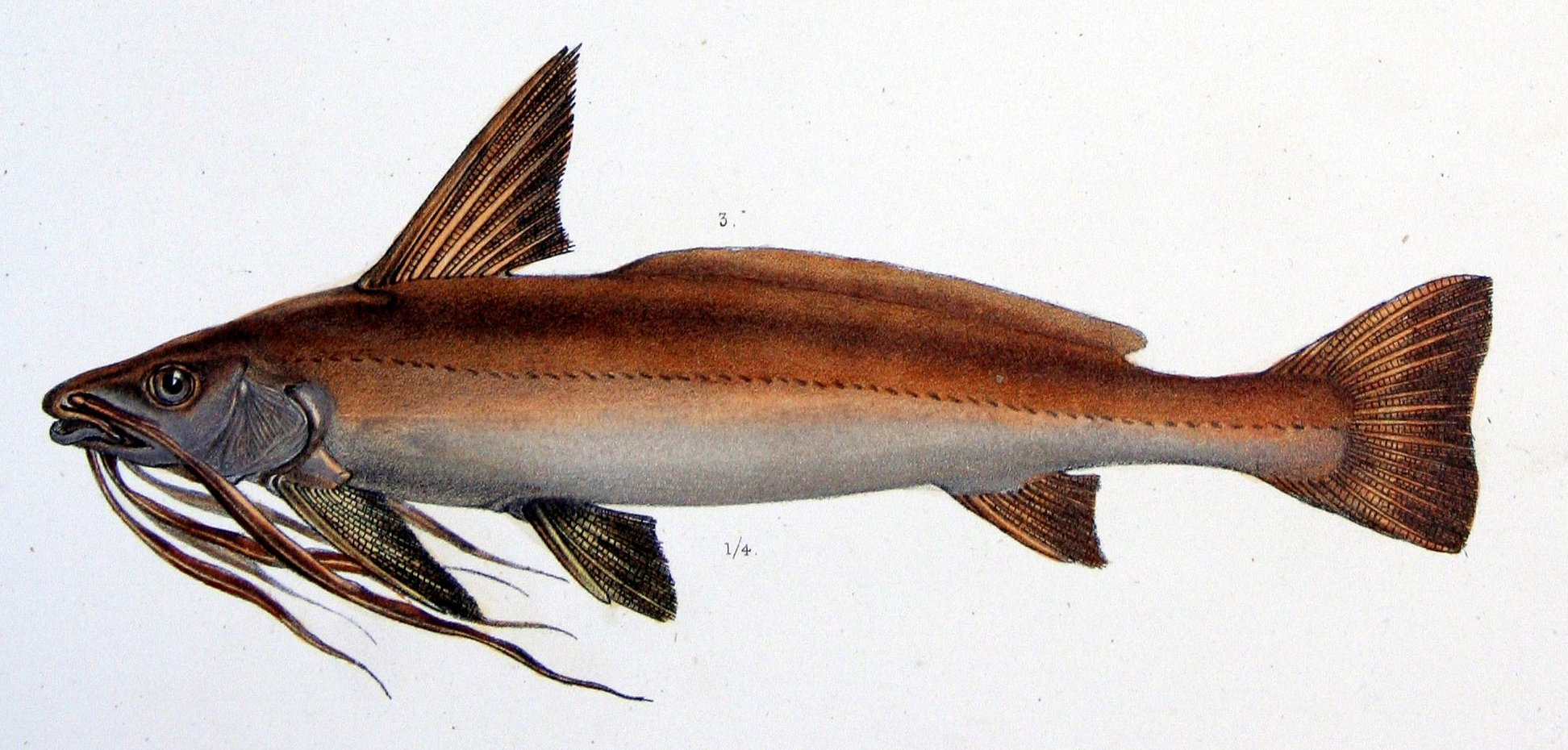
Pinirampus pirinampu

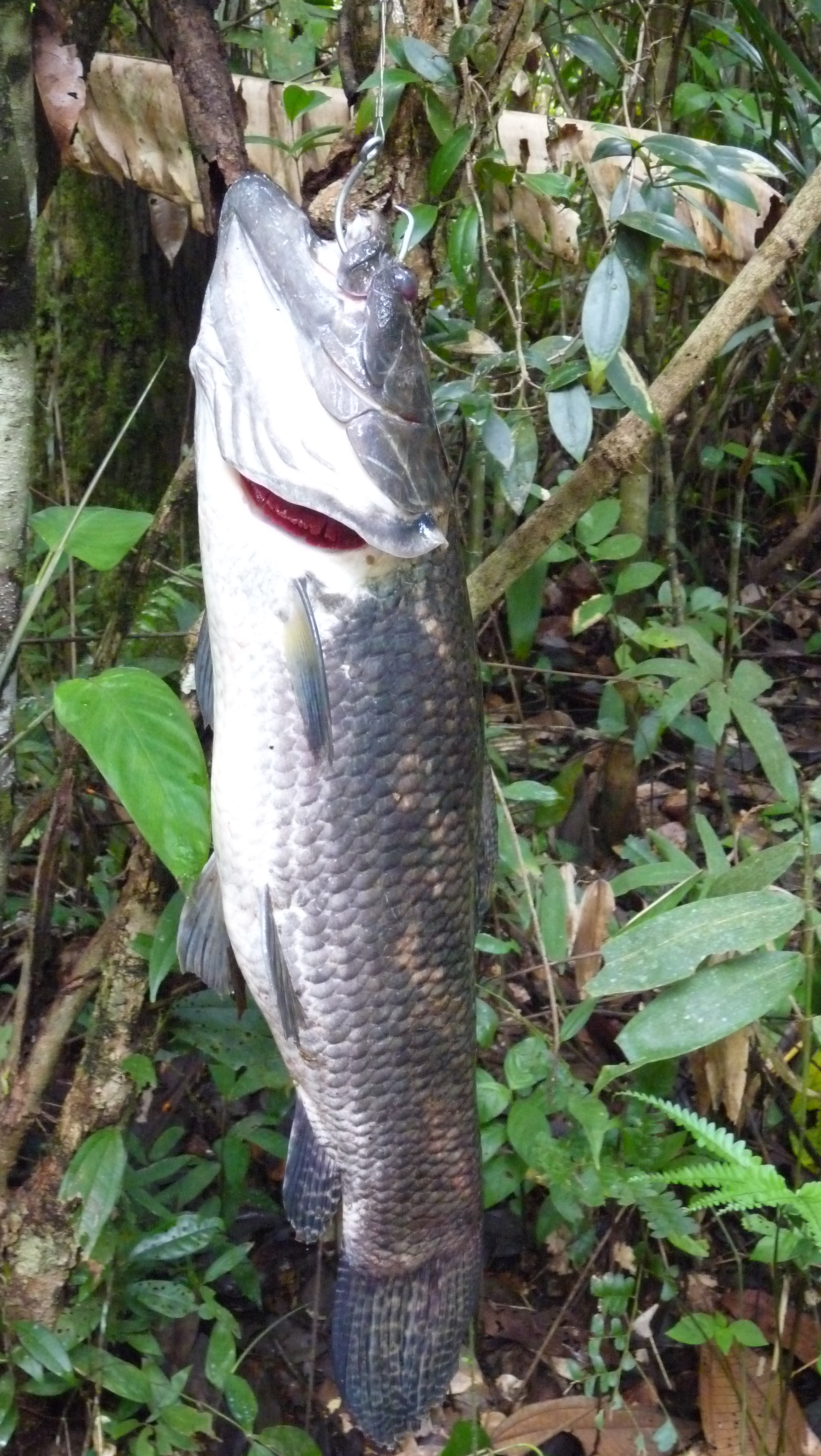
Hoplias aimara

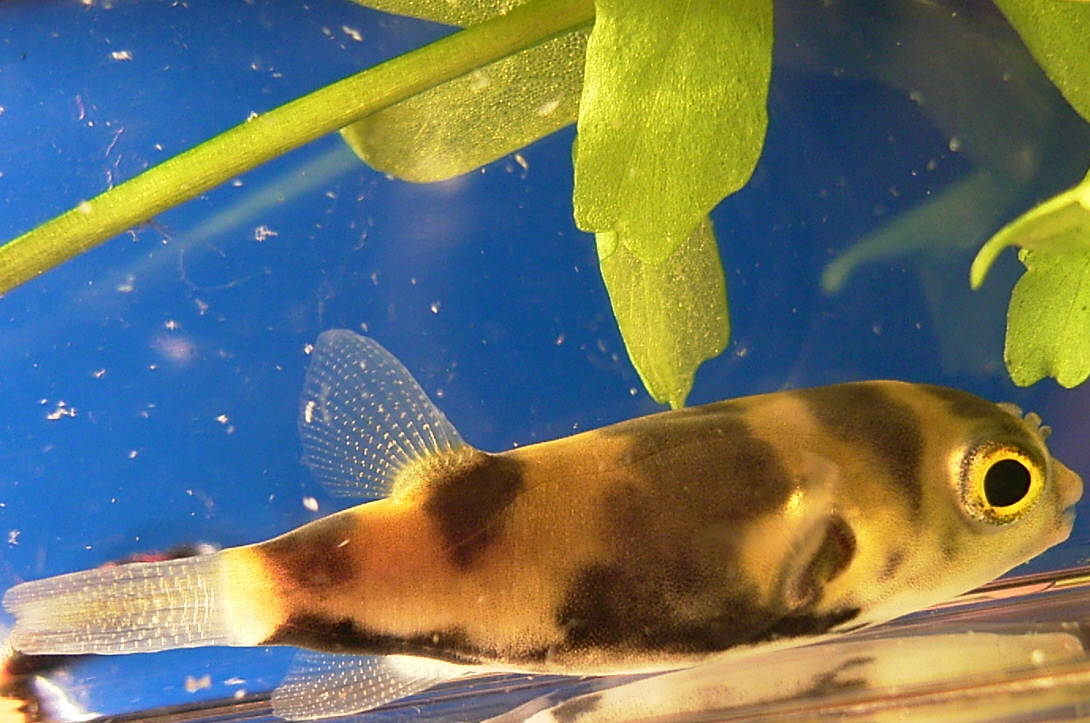
Colomesus asellus

Cette liste des poissons du rio Araguaia inclut 91 espèces de poissons que l'on peut trouver dans les eaux de la rivière brésilienne Araguaia. Ils sont classés dans l'ordre alphabétique de leurs noms scientifiques.

## A
- Acestrocephalus stigmatus
- Aequidens hoehnei
- Agoniates halecinus
- Ammoglanis diaphanus
- Ancistrus stigmaticus
- Anostomus ternetzi
- Apareiodon machrisi
- Aspidoras belenos
- Aspidoras brunneus
- Aspidoras pauciradiatus
- Aspidoras poecilus
- Aspidoras velites[1]
- Astyanax xavante[2]

## B
- Boulengerella cuvieri
- Brycon gouldingi

Biotodoma cupido

## C
- Caquetaia spectabilis
- Cetopsidium orientale
- Cichla kelberi
- Cichla piquiti
- Cnesterodon septentrionalis
- Colomesus asellus
- Corumbataia tocantinensis
- Corydoras araguaiaensis[3]
- Corydoras cochui
- Corydoras maculifer
- Creagrutus figueiredoi
- Creagrutus molinus
- Creagrutus seductus
- Curimata acutirostris[4]

## D
- Doras zuanoni

## F
- Farlowella henriquei

## G
- Gymnorhamphichthys petiti

## H
- Hemiancistrus cerrado
- Hemiodus tocantinensis
- Henonemus intermedius
- Hoplerythrinus unitaeniatus
- Hoplias aimara
- Hyphessobrycon amandae
- Hyphessobrycon haraldschultzi
- Hyphessobrycon moniliger

## I
- Imparfinis mirini
- Ituglanis macunaima[5]

## J
- Jupiaba polylepis

## L
- Laetacara araguaiae
- Leporinus unitaeniatus
- Leporinus venerei
- Loricaria lata

## M
- Maratecoara lacortei
- Melanocharacidium auroradiatum
- Moenkhausia loweae
- Moenkhausia pyrophthalma

## O
- Otocinclus tapirape

## P
- Pamphorichthys araguaiensis
- Phalloceros leticiae
- Pinirampus pirinampu
- Pituna obliquoseriata
- Pituna poranga
- Plesiolebias aruana
- Plesiolebias fragilis
- Plesiolebias lacerdai
- Potamobatrachus trispinosus
- Potamotrygon henlei
- Propimelodus araguayae

## R
- Retroculus lapidifer
- Rhamphichthys marmoratus
- Rhinopetitia myersi
- Rivulus crixas
- Rivulus javahe
- Rivulus karaja
- Rivulus kayapo[6]
- Rivulus rubromarginatus
- Rivulus salmonicaudus
- Rivulus violaceus
- Rivulus zygonectes
- Roeboides microlepis

## S
- Schizodon vittatus
- Scoloplax distolothrix
- Semaprochilodus brama
- Serrasalmus geryi[7]
- Simpsonichthys costai
- Spectrolebias semiocellatus

## T
- Tatia intermedia
- Thayeria boehlkei
- Tometes trilobatus
- Trichomycterus punctatissimus
- Trigonectes rubromarginatus
- Triportheus albus
- Triportheus trifurcatus

## U
- Utiaritichthys sennaebragai

## X
- Xenurobrycon coracoralinae
- Xyliphius anachoretes[8]

## Source
- (ca) Cet article est partiellement ou en totalité issu de l’article de Wikipédia en catalan intitulé « Llista de peixos del riu Araguaia » (voir la liste des auteurs).